# Un papillon sur l'épaule
Pour plus de détails, voir Fiche technique et Distribution.
Un papillon sur l'épaule est un film français réalisé par Jacques Deray, sorti en 1978.

## Synopsis
Roland Fériaud (Lino Ventura), un homme d'affaires français, arrive à Barcelone, où il doit rester une semaine. Sa femme Sonia (Nicole Garcia), avec laquelle il a vécu une période de séparation, doit l'y rejoindre trois jours plus tard.
Alors qu'il vient d'arriver à son hôtel, il découvre dans la chambre voisine le corps d'un homme sans vie, avant d'être lui-même assommé. Il reprend ses esprits dans une clinique psychiatrique presque déserte, où un médecin (Jean Bouise) le questionne avec insistance sur une mallette dont il n'a aucun souvenir. Encore plus étrange, le médecin lui assure qu'aucun meurtre n'a été commis dans l'hôtel. En se promenant dans les couloirs, il rencontre un pensionnaire perturbé (Paul Crauchet), qui parle à un papillon imaginaire qu'il croit posé sur son épaule.
Le lendemain, il quitte la clinique et va chercher sa compagne à la gare ferroviaire. Heureux de la retrouver mais inquiet de sa mésaventure, il change d'hôtel sans en expliquer la raison à sa compagne. Il se rend au premier hôtel pour y récupérer ses bagages. C'est là que les choses se compliquent encore. Il y rencontre une femme qui cherche son mari disparu, et dont le signalement correspond au cadavre du premier jour. Ensuite, le réceptionniste l'informe qu'un inconnu l'attend dans une chambre. Arrivé dans cette chambre, il découvre un nouveau cadavre. Au même moment, le téléphone sonne. Une voix féminine lui ordonne de prendre la mallette et de sortir immédiatement. À la sortie, alors qu'il remarque qu'il est « attendu » par d'inquiétants personnages, une voiture, conduite par une jeune femme arrive à point nommé et le tire d'affaire. Mais, en cours de route, la conductrice du véhicule commence elle aussi à le questionner sur la mallette.
Il se fait déposer au commissariat de police. Comme il a l'impression d'être pris pour un fou, il quitte le commissariat, de plus en plus inquiet. Bien décidé à quitter la ville au plus vite, il se hâte de retourner à l'hôtel. Mais il arrive trop tard : Sonia a été enlevée. Un coup de téléphone le prévient : ce sera sa femme contre la mallette, dont il ne sait toujours rien.
Ne sachant que faire, il se précipite à la clinique psychiatrique. Il la trouve complètement déserte, à l'exception de l'homme au papillon. N'ayant rien trouvé, il retourne à l'hôtel et reprend contact avec la femme de l'homme assassiné. Elle lui dit que son mari « transportait des choses » et qu'elle sait où se trouve la mystérieuse mallette. Mais elle semble aussi le prendre pour quelqu'un d'autre, qui « doit savoir », raison pour laquelle elle va lui remettre la mallette. À son retour, la femme lui fait remettre par des enfants une clé de consigne. Il l'aperçoit dans la rue, quand elle est brusquement renversée par une camionnette qui prend la fuite.
Roland va, grâce à la clé qu'il a reçue, mettre enfin la main sur la mallette. Il assiste ensuite au massacre de la plupart des personnes qu'il a croisées au cours de l'affaire, et finit par retrouver Sonia, dans une ambulance abandonnée.
Le lendemain, les époux Fériaud se rendent au consulat de France. À leur grande surprise, on leur conseille de tout oublier. Sonia prend le train du retour. Roland doit rester encore quelques jours à Barcelone pour son travail. Mais quand il sort de la gare, il est abattu par un tireur embusqué, dans l'indifférence générale.

## Fiche technique
- Titre : Un papillon sur l'épaule
- Réalisateur : Jacques Deray
- Scénario : Jacques Deray, Jean-Claude Carrière et Tonino Guerra, d'après le roman Le Puits de velours (The Velvet Well) de John Gearon paru en 1946
- Assistant réalisateur : Thierry Chabert
- Producteur : Yves Peyrot
- Photographie : Jean Boffety et Jean Charvein
- Montage : Henri Lanoë
- Musique : Claude Bolling
- Son : Pierre Lenoir
- Décors : François de Lamothe
- Format : couleur (Eastmancolor) — 35 mm — 1,66:1 — Son : Mono
- Genre : drame, thriller
- Durée : 95 minutes
- Dates de sortie : 
  - France : 3 mai 1978

## Distribution
- Lino Ventura : Roland Fériaud
- Claudine Auger : la femme à l'imperméable
- Paul Crauchet : Raphaël
- Jean Bouise :  Docteur Bravier
- Nicole Garcia : Sonia Fériaud
- Roland Bertin : le haut fonctionnaire
- Xavier Depraz : Miguel Carrabo
- Dominique Lavanant : la jeune femme
- José Lifante : Commissaire
- Jacques Maury : Goma
- Laura Betti : Madame Carrabo

## Lieux de tournage
- Barcelone[1]

## Box-office
- France : 553 617 entrées[2]

Au moment de sa sortie, le film ne rencontre pas le succès auprès du public malgré un bon accueil critique. Pour sa première semaine à l'affiche, il ne parvient qu'à prendre la septième place du box-office hexagonal avec 94 217 entrées, en dépit d'un démarrage correct sur Paris. Malgré tout, la semaine suivante, Un papillon sur l'épaule parvient à monter en seconde position avec 124 630 entrées, portant le cumul à 218 847 entrées depuis le début d'exploitation.

## Distinctions

### Nominations
- 1979 : Nommé pour le César du meilleur montage (Henri Lanoë).